# Kabinett Hoegner II
Das Kabinett Hoegner II bildete vom 14. Dezember 1954 bis zum 8. Oktober 1957 (geschäftsführend bis 16. Oktober 1957) die Staatsregierung des Freistaates Bayern. Obwohl bei der Wahl zum 3. Bayerischen Landtag am 28. November 1954 die CSU (83 Sitze) mit deutlichen Abstand vor der SPD (61 Sitze) stärkste Kraft im Landtag wurde, gelang Wilhelm Hoegner die Bildung einer SPD-geführten Viererkoalition mit den übrigen im Landtag vertretenen Parteien Bayernpartei (BP), Gesamtdeutscher Block/Bund der Heimatvertriebenen und Entrechteten (GB/BHE) und FDP. Die Viererkoalition verfügte damit über 121 der 204 Sitze im Landtag. Diese knapp drei Jahre bilden die einzige Zeit einer Bayerischen Staatsregierung nach dem Zweiten Weltkrieg ohne CSU-Beteiligung. Nach der Bundestagswahl am 15. September 1957 konnte die CSU zuerst den GB/BHE, dann auch die Bayernpartei zum Austritt aus der Koalition bewegen. Ministerpräsident Hoegner trat am 8. Oktober 1957 von seinem Amt zurück und seinem Kabinett folgte am 16. Oktober 1957 das Kabinett Seidel I.
Bemerkenswert am Kabinett Hoegner II war, dass es bislang in der Nachkriegsgeschichte Bayerns die einzige gewählte Regierung war, die von der SPD bzw. von einer anderen Partei als der CSU geführt wurde.
| Amt                                    | Name                 | Partei    | Staatssekretäre                          |
| -------------------------------------- | -------------------- | --------- | ---------------------------------------- |
| Ministerpräsident                      | Wilhelm Hoegner      | SPD       | Albrecht Haas (Leiter der Staatskanzlei) |
| Stellvertreter des Ministerpräsidenten | Joseph Baumgartner   | BP        | –                                        |
| Landwirtschaft und Forsten             | Joseph Baumgartner   | BP        | Erich Simmel                             |
| Inneres                                | August Geislhöringer | BP        | Ernst Vetter                             |
| Justiz                                 | Fritz Koch           | SPD       | Kurt Eilles                              |
| Finanzen                               | Friedrich Zietsch    | SPD       | Joseph Panholzer                         |
| Wirtschaft und Verkehr                 | Otto Bezold          | FDP       | Willi Guthsmuths                         |
| Unterricht und Kultus                  | August Rucker        | parteilos | Hans Meinzolt                            |
| Arbeit und Soziale Fürsorge            | Walter Stain         | GB/BHE    | Karl Weishäupl                           |